# هاوت-بلریک
هاوت-بلریک (به هلندی: Hout-Blerick) یک منطقهٔ مسکونی در هلند است که در فنلو واقع شده‌است. هاوت-بلریک ۴۱۹ کیلومتر مربع مساحت و ۳٬۰۰۰ نفر جمعیت دارد.